# Camponotus megalonyx
Camponotus megalonyx é uma espécie de inseto do gênero Camponotus, pertencente à família Formicidae.